# 玉蒲團之偷情寶鑑
《玉蒲團之偷情寶鑑》是1991年上映的一部香港三級電影。以中國古典小說《肉蒲團》為藍本，主演者有吳啟華、鄭則士、徐錦江、葉子楣、周弘、村上麗奈、鲇川真理、吳家麗等。這部電影由麥當雄擔任出品人，蕭若元擔任監製，樂易玲擔任策劃，麥當傑擔任導演。此片在國際市場大受歡迎，成為著名Cult片。 嘉禾憑此片賺大錢（雖然麥當雄和蕭若元不知情），便邀請麥當雄構思出《玉蒲團之玉女心經》的故事；後期麥當雄淡出後，嘉禾委託王晶班底接手拍攝。

## 剧情
某天，風流才子未央生(吳啟華 飾)與布袋和尚辯論，布袋和尚認為姦淫必有報應，未央生認為未必。後來未央生娶妻玉香(葉子楣 飾)，並教授男女之事；自始出身於書香世家的玉香對房事日漸著迷。不久，未央生借名遊學外出獵艷，其中包括布販權老實(徐錦江 飾)之妻子。權老實為報復，藉機到未央生家與玉香發生關係，結果玉香珠胎暗結，並欲與權老實私奔，卻被權老實賣往妓院。
未央生因縱慾過度，體能日衰；玉香則在名妓訓練下成為京師名妓，未央生前往求救，結果二人在一無法想像的情況下相遇... 最後，未央生終於明白姦淫必報的道理，遂前往找布袋和尚要求出家...

## 演員
- 吳啟華 飾 未央生
- 徐錦江 飾 權老實
- 葉子楣 飾 玉香
- 周弘 飾 穗珠
- 鄭則士 飾 天殘子
- 田豐 飾 鐵扉先生
- 盧敦 飾 布袋大師
- 羅烈 飾 賽崑崙
- 吳家麗 飾 顧仙娘
- 鄧一君 飾 書僮
- 村上麗奈 飾 瑞珠
- 鲇川真理 飾 權老實老婆

## 花絮
《玉蒲團之偷情寶鑑》雖為三級情色電影，戲內亦有不少性愛鏡頭，但女星祼露鏡頭相對並不太多，而葉子楣更是三點不露（兩顆乳頭和陰部）；而且故事結構內容完整，戲中不乏令人拍案驚奇的天馬行空、荒誕奇淫情節。上映當時以近两千萬的驕人票房，創下三級電影的紀錄。並且開創90年代香港的精品式三級片熱潮。
男主角吳啟華2012年回顧，接拍後讀劇本察覺角色、情節不對頭。他同時在拍《阮玲玉》，想藉口拍《玉》要剃髮鬢推掉《玉》，但監製蕭若元說不拍要賠2,000萬，結果製片商嘉禾的何冠昌叫他拍了《玉蒲團之偷情寶鑑》。吳啟華說拍《玉蒲團之偷情寶鑑》似拍色情電影，導演曾喝他：「啟華，大力啲揸落葉子楣個波度！」做演員做到被迫如此，吳啟華感到很不是味兒，但自覺事業運麻麻沒得揀。吳啟華拍完很不開心，之後結婚隱居泰國，曾經一度準備從此息影。